# Sportpsychologie

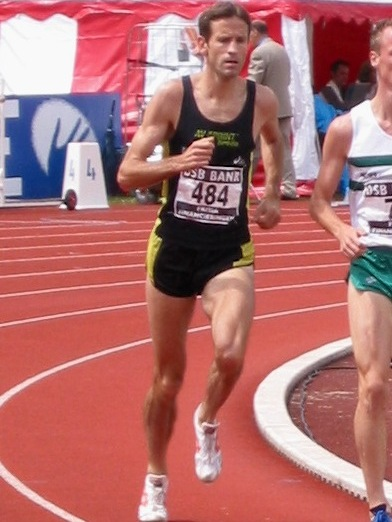
Topsporters, zoals Simon Vroemen, schakelen vaak de hulp van sportpsychologen in

Sportpsychologie is de tak van wetenschap, die de mentale aspecten van beweging bestudeert en al vanaf 1895 sporadisch wordt beoefend. Sportpsychologie bestudeert gedrag in situaties van sport en bewegen. Hierbij worden de principes van psychologie toegepast. Aan de ene kant brengt sportpsychologie de invloed van psychologische en emotionele factoren op sport in kaart en aan de andere kant de invloed van sport op psychologische en emotionele factoren.
Er zijn drie soorten sportpsychologen namelijk:
1. Praktijk sportpsycholoog
2. Docent sportpsycholoog
3. Sportpsycholoog onderzoeker

Praktijksportpsychologen houden zich onder andere bezig met het verzorgen van mentale training en coaching van (top)sporters, (top)teams en (top)coaches. Het uitgangspunt daarbij is dat er vier groepen van factoren zijn die samen bepalen hoe goed een sporter presteert: fysieke, technische, tactische en mentale factoren. Bekende mentale factoren die invloed kunnen hebben op de prestatie van sporters zijn bijvoorbeeld: zelfvertrouwen, motivatie, Aandacht (sport) concentratie, doorzettingsvermogen, mentale weerbaarheid, omgaan met tegenslagen (Coping (sport)), wedstrijdspanning en angst in sport. In teams komen daar elementen bij als: groepscohesie, collectief zelfvertrouwen, communicatie en leiderschap (van de coach, maar ook door andere groepsleden).
Een sportpsycholoog kan een sporter helpen door hem te leren een aantal mentale technieken in te zetten om de bovengenoemde factoren te beïnvloeden. De meeste van deze technieken zijn onder te brengen in vier hoofdgroepen: doelen stellen, ontspanning, verbeelding (‘imagery’), en gedachtencontrole. Het doel van de begeleiding door een sportpsycholoog is om de sporter te leren om zijn mentale toestand continu optimaal te regelen. Voor wedstrijden wordt deze optimale mentale toestand wel de ideale prestatietoestand genoemd. Om de sporter beter te leren kennen en ook om hem meer inzicht te geven in zijn eigen persoonlijkheid kan een sportpsycholoog gebruikmaken van (sport-)psychologische vragenlijsten en tests. 
Onderzoek op het gebied van sportpsychologie is zeer divers. Een aantal belangrijke thema’s zijn: het verband tussen spanning en sportprestaties, flow en piekervaringen, talent en talentontwikkeling, concentratie en aandacht, beginnen met en volhouden van sporten (exercise adherence) en jeugdsport.
Resultaten uit deze tak van wetenschap zijn bijvoorbeeld, dat positieve coaching meer resultaat boekt dan negatieve, zeker als ontwikkeling, prestatiepotentieel en taakbeheersing worden geprezen. Een ander voorbeeld: mensen krijgen meer plezier in sport en bewegen, als niet de prestatie voorop wordt gezet, maar de inzet en de voldoening die sporten geeft. Een ander belangrijk onderwerp van de sportpsychologie is verbeelding (‘imagery’). Als een beweging, training of wedstrijd vooraf in gedachten doorgenomen wordt, blijkt dit een positief resultaat te hebben op de uitvoering hiervan

## Organisaties
De International Society of Sportpsychology (ISSP) is de wereldwijde vereniging van sportpsychologen, die in 1965 werd opgericht. 1969 was het oprichtingsjaar van de Europese federatie van sportpsychologen, genaamd de FEPSAC, en de Vereniging voor Sportpsychologie in Nederland (VSPN) bestaat sinds 1989.